# 雜誌書
雜誌書（英語：mook，日语： Mukku），又譯為墨刻、慕客誌，是一種起源於日本的出版品類型，圖片佔版面很大比例，內容以主題式情報為主。其名稱「mook」是將雜誌（magazine）與書籍（book）兩個字合在一起的複合詞，顯示其性質介於書與雜誌間。一般來說，其具有雜誌的情報速度與大量圖片等特性，又具備書籍製作的深度與保存價值。

## 中譯名稱
- 雜誌書：意譯，因為其性質介於雜誌與書。
- 墨刻：音譯。
- 慕客誌：音譯。